# Karriär (film)
Karriär är en svensk dramafilm från 1938 i regi av Schamyl Bauman. I huvudrollerna ses Signe Hasso, Sture Lagerwall, Tollie Zellman och Carl Barcklind.

## Handling
En buss med ett resande teatersällskap havererar på landsorten, utanför bruksorten Stålköping. Vi träffar truppens medlemmar, primadonnan Karin Lund, veteranen Nanna Högfeldt som har lång erfarenhet av att kuska runt i landsorten och numera är ett känt namn samt den unga Monika Hall. Hon är nybörjare i yrket. Nanna har en gång haft en kärleksförbindelse med direktören vid Stålköpings järnverk, Malte Brundin, varför man uppsöker orten medan bussen repareras. Man träffar Malte Brundins son, Malte jr, och man anordnar en visning av järnverket. 
Vid denna får Monika sin klänning nedstänkt och blir hjälpt av den unge Erik Norrby som arbetar där. Förälskelse uppstår mellan de två. Monika och Nanna blir utbjudna till en sommarstuga som ägs av verkmästare Ferdinand Sund, vilken fungerar som något av Eriks skyddsande. Erik är en uppfinnarbegåvning och Ferdinand demonstrerar olika innovationer i sommarstugan som Erik har gjort och Ferdinand förverkligat. Det han har i huvudet har jag i händerna, säger han. Erik och Monika ror ut på sjön och han berättar om sina framtidsplaner. Han läser till ingenjör och pekar ut platsen där han skall uppföra sin egen sommarstuga och skapa sitt eget paradis.
Teatertruppen reser vidare men Erik och Monika fortsätter hålla kontakt med varandra. Man har stora problem med Nannas stora spritkonsumtion som numera inverkar menligt på hennes skådespelarförmåga. Hon har ibland svårt att klara sina scener. En kväll ringer Erik till Monika och talar om att han är klar med sin ingenjörsexamen. Monika har inte nått så långt i sin karriär men hon spelar upp en stor scen via telefonen och säger att hon är en stor och uppburen skådespelerska, att hon spelar Julias roll i Romeo och Julia medan hon i själva verket bara har en obetydlig biroll.
Erik skall komma på besök och se hennes föreställning vilket försätter Monika i en penibel situation. Men Nanna övertalar primadonnan Karin att för en enda kväll avstå sin roll som Julia till Monikas förmån. Monika gör succé och det uppstår rivalitet mellan henne och Karin. När Karin generar Monika, måste hon erkänna sin lögn för Erik.
Monika far i sällskap med Nanna till Stockholm för att slå sig fram. Det går trögt att lyckas eftersom Nanna har dåligt rykte på grund av sin alkoholism. De får till sist hjälp av en gammal beundrare till Nanna, bankir Lindell, att hyra en teater och iscensätta en egen uppsättning av pjäsen ”Skeppsbrott”. Nanna gör emellertid av med pengarna och Monika måste be Erik och Ferdinand om hjälp. Premiären slutar i fiasko sedan Nanna  tagit en överdos av sprit och sömnmedel och inte kan få fram en enda replik. Monika får uppbåda all sin skådespelarförmåga för att försöka rädda upp situationen. Erik som kommit till Stockholm för att träffa Monika missförstår relationen till bankiren och återvänder.
Dramatenchefen har uppmärksammat Monikas insats vid den misslyckade föreställningen och erbjuder henne anställning. Tiden går och Monika lyckas äntligen slå igenom och blir en etablerad skådespelare. Hon reser på turné och hamnar ånyo i Stålköping två år senare. Hon återförenas med Erik och missförstånden klaras upp. I slutet sitter de med varandra i sommarnatten på en äng utanför järnverket. Båda har kommit upp sig men Erik funderar över att om det var så viktigt att göra karriär.

## Om filmen
Filmen premiärvisades 11 oktober 1938 på biograf Royal i Stockholm. Den spelades in vid Irefilms ateljé i Stockholm med exteriörer från Stockholm och Sandviken av Hilmer Ekdahl. Filmen har visats som matiné vid flera tillfällen på SVT.  

## Rollista i urval
- Signe Hasso – Monika Hall, skådespelare
- Sture Lagerwall – Erik Norrby, stålverksarbetare, senare ingenjör
- Tollie Zellman – Nanny "Nanna" Högfelt, skådespelare
- Carl Barcklind – Ferdinand Sund, verkmästare på stålverket
- Ruth Stevens – Karin Lund, skådespelare
- Olof Widgren – Helge Berg, skådespelare, senare regissör
- Olof Sandborg – Harald, Dramatenchef
- Wiola Brunius – skådespelare i Rydmans Teaterturnésällskap
- Mona Mårtenson – Margit Larsson, skådespelare på Apollo Teatern
- Ludde Gentzel – Johanson, skådespelare i Rydmans Teaterturnésällskap
- Ragnar Widestedt – Gösta Lindell, bankir
- Gösta Cederlund – Malte Brundin senior, chef för Järnvikens stålverk
- Sigge Fürst – chaufför och scenarbetare i Rydmans Teaterturnésällskap
- Douglas Håge – Teodor Rydman, ledare för Rydmans Teaterturnésällskap
- Åke Engfeldt – Malte Brundin junior
- Bror Abelli – Alander, skådespelare i Rydmans Teaterturnésällskap

## Musik i filmen
- Stille Nacht, heilige Nacht! (Stilla natt, heliga natt!), kompositör Franz Gruber, text Joseph Mohr svensk text Oscar Mannström, instrumental.
- O du fröhliche, o du selige (O du saliga, o du heliga) tysk text 1816 Johannes Daniel Falk tysk text 1929 Johann Christoph Heinrich Holzschuher okänd svensk översättare,
- Nu är det jul igen

## DVD
Filmen gavs ut på DVD 2009.